# Klînuvatka, Troițke
Klînuvatka (în ucraineană Клинуватка) este un sat în comuna Iamî din raionul Troițke, regiunea Luhansk, Ucraina.

## Demografie
Componența lingvistică a localității Klînuvatka
     Rusă (75%)
     Ucraineană (25%)
Conform recensământului din 2001, majoritatea populației localității Klînuvatka era vorbitoare de rusă (75%), existând în minoritate și vorbitori de ucraineană (25%).